# Bence Szabó
Bence Szabó (n. 13 iunie 1962, Budapesta, Republica Populară Ungară) este un fost scrimer maghiar specializat pe sabie, care a câștigat patru medalii olimpice, inclusiv două de aur. A fost vicecampion mondial la individual și dublu campion mondial pe echipe, și campion european la individual. În prezent este antrenor de scrimă.

## Legături externe
- Prezentare Arhivat în 24 septembrie 2015, la Wayback Machine. la Confederația Europeană de Scrimă
- en Bence Szabó la Olympedia.org